# Кротоновая кислота
Кротоновая кислота  (2-бутеновая кислота) CH3−CH=CH−COOH — одноосновная непредельная карбоновая кислота. Получила своё название от растения кротон слабительный (Croton tiglium), из масла которого была выделена непредельная кислота, отвечавшая по составу написанной формуле. Впоследствии оказалось, что состав этого масла гораздо сложнее и что собственно кротоновой кислоты в кротоновом масле содержится незначительное количество, но название осталось.

## Свойства
Бесцветные кристаллы. Существует в форме структурных и геометрических изомеров. Для транс-изомера температура плавления составляет 71,4—71,7°С, температура кипения — 184,7°С; частично растворяется в воде (17,6 % при 20 °С, 6,56 % при 40 °С), а также в диэтиловом эфире. Для цис-изомера (изокротоновая кислота, β-кротоновая, квартениловая кислота, аллокротоновая кислота, жидкая кротоновая кислота, цис-бета-метилакриловая кислота) температура плавления — 15,5 °С, температура кипения — 169°С, этот изомер менее устойчив и переходит в транс-изомер при нагревании. Обратное превращение происходит при ультрафиолетовом облучении.
К числу структурных изомеров кротоновой кислоты принадлежат метакриловая кислота (2-метил-2-пропеновая кислота) CH2=C(CH3)−COOH и винилуксусная кислота (3-бутеновая кислота) CH2=CH−CH2−COOH.

## Нахождение в природе
Кротоновая кислота — промежуточный продукт биосинтеза и окисления жирных кислот в организме. Помимо кротонового масла содержится в продуктах сухой перегонки дерева.

## Применение
Некоторые производные амида кротоновой кислоты являются лекарственными препаратами. Сополимеры кротоновой кислоты широко используют в бумажной промышленности. Сополимер с винилацетатом — заменитель шеллака. 4,6-Динитро-2-(1-метилгептил)фениловый эфир (каратан) — фунгицид и акарицид. Используется для получения синтетических смол, пластмасс, в качестве добавок к смазочным маслам, при изготовлении высококачественных электроизоляционных стеклянных тканей.